# Hunter River
Hunter River es un municipio rural canadiense situado en la provincia de Isla del Príncipe Eduardo.

## Superficie
Hunter River tiene una superficie de 6,04 km².

## Demografía
En 2021, tenía 390 habitantes, una densidad poblacional de 64,5 hab./km², y 170 viviendas.